# سفیدبرفی

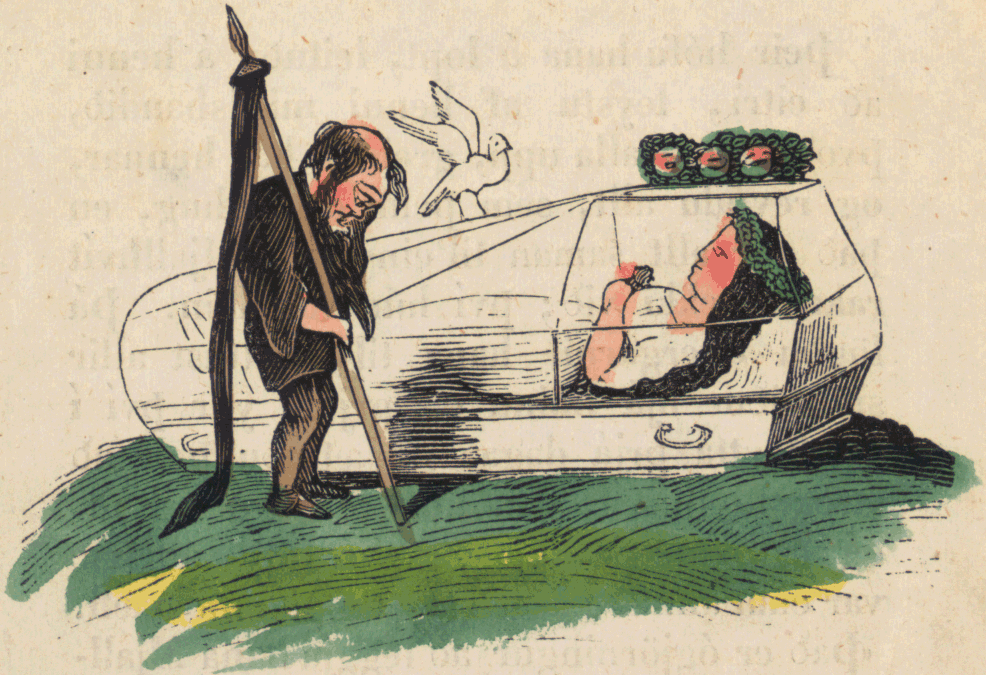
سفیدبرفی

«سفیدبرفی» (به انگلیسی: Snow White) و (به آلمانی: Schneewittchen) یک افسانه آلمانی از قرن نوزدهم میلادی است که امروزه به‌طور گسترده در سراسر جهان غرب شناخته شده‌است. برادران گریم آن را در سال ۱۸۱۲ در اولین نسخه از مجموعهٔ داستان‌های برادران گریم تحت قصهٔ شماره ۵۳ منتشر کردند.
نام این داستان در آلمانی تحت واژهٔ ترکیبی شِنه‌ویت‌شِن (Schneewittchen) شناخته شده‌است؛ عنوان اصلی آن در آلمانی سفلی سِنه‌ویت‌شِن (Sneewittchen) بود که بعداً در نسخهٔ اول ترجمه به آلمانی عالی به صورت شِنه‌وایس‌شِن (Schneeweißchen) ارائه شد. برادران گریم آخرین بازبینی داستان خود را در سال ۱۸۵۴ تکمیل کردند.

## داستان
داستان از این قرار است که ملکه (نامادری سفید برفی) دوست داشت که خودش تنها بانوی زیبای جهان باشد. به همین دلیل آینه‌ای جادویی داشت که هر وقت از آن سؤال می‌کرد که چه کسی زیباترین است آینه پاسخ می‌داد: ملکه. اما یک روز که طبق معمول از آینه همین سؤال را پرسید آینه گفت: که شخصی از تو زیباتر است و آن سفید برفی است. نامادری سفید برفی از این پاسخ آینه به شدت عصبانی شد و به شکارچی قصر دستور داد که قلبش را در این صندوقی که به تو می‌دهم بگذار و برای من بیاور. شکارچی برخلاف میلش دستور ملکه را اطاعت کرد. سفید برفی برای چیدن گل به دشتی زیبا رفت و مشغول چیدن گل بود که ناگهان شکارچی سر رسید و وقتی که می‌خواست با خنجر سینهٔ او را بدرد از این کار منصرف شد و نتوانست این کار را انجام دهد و به سفید برفی گفت که ملکه قصد جانت را کرده، برو و هیچ وقت برنگرد. سفید برفی هراسان به داخل جنگل رفت و ناامید بر زمین افتاد. حیوانات جنگل دور او را گرفتند و او را به خانه‌ای که در دل جنگل بود راهنمایی کردند. خانه بسیار به هم ریخته و آشفته و کثیف بود و سفید برفی و حیوانات مشغول تمیز کردن خانه شدند و در پایان کار سفید برفی به اتاق خواب آن‌ها رفت و هفت تختخواب را دید که روی هر تخت یک اسم نوشته بود: دکتر، شنگول، عطسه عو، خنگول، اخمو، کمرو و خواب آلو. سفید برفی از شدت خستگی روی تخت‌ها خوابید. در همین لحظه‌ها بود که هفت کوتوله که از کار معدن (استخراج الماس) می‌آمدند و با دیدن خانهٔ تمیز و مرتب شگفت زده شدند ابتدا فکر می‌کردند که روحی به خانهٔ آن‌ها آمده اما وقتی که سفید برفی را دیدند تعجب کردند و سفید برفی نیز از دیدن آنها متعجب شد. و به آنها گفت که در ازای تمیز کردن خانه و پختن غذا مرا در اینجا پناه دهید چون ملکهٔ بدجنس قصد کشتن مرا دارد. اما از آن طرف بار دیگر ملکه نزد آینهٔ جادویی رفت و این بار نیز از او پرسید که چه کسی از همه زیباتر است؟ آینه پاسخ داد کسی آنطرف جنگل در خانهٔ هفت کوتوله به نام سفید برفی. ملکه تعجب کرد و به آینه گفت که او مرده و این هم قلبش است. آینه جواب داد که این قلب یک خوک است نه قلب سفید برفی. ملکه به‌شدت عصبانی شد و به پایین قصر رفت و خودش را به شکل یک پیرزن حیله‌گر درآورد و برای از پا درآوردن سفیدبرفی سیبی را داخل معجونی زهرآگین فرو برد و سیب به رنگ قرمز زیبایی درآمد. و پاد زهر آن نیز تنها بوسه‌ای از طرف معشوق بود تا اثر سم از بین برود. پیرزن سیب را داخل سبد گذاشت و بطرف جنگل راهی شد.
سفید برفی در خانه تنها و مشغول پختن کیک بود که ناگهان پیرزن از پنجره ظاهر شد و سفیدبرفی از دیدن او متعجب شد. جادوگر سیب را به او تعارف کرد و گفت هر آرزویی داری بکن و سیب را گاز بزن و به آن خواهی رسید. سفید برفی آرزو کرد که شاهزاده او را پیدا کند و با هم در قصر به خوشی زندگی کنند و گازی از سیب زد و بیهوش شد. در این بین بود که حیوانات جنگل از نقشهٔ پلید جادوگر باخبر شده و برای خبر کردن هفت کوتوله به معدن رفتند. هفت کوتوله به‌سرعت به طرف خانه رفتند و جادوگر را دیدند که در حال فرار است او را دنبال کردند و جادوگر برای فرار از دست آنها به بالای صخرهٔ بلندی رفت اما از آن بالا به پایین افتاد و از بین رفت. هفت کوتوله سفید برفی را در تابوت گذاشتند. شاهزاده که به‌دنبال سفید برفی می‌گشت تابوت او را دید و درحالی‌که ناراحت و غمگین بود بوسه ای بر سفید برفی می‌زند و او نیز از خواب بیدار می‌شود و همه خوشحال و شاد می‌شوند و سفید برفی و شاهزاده برای آغاز زندگی شاد و خوش به سمت قصر می‌روند. ولی در داستان اصلی ملکه ازبین نمی‌رود و فقط یک زخم کوچک در پهلویش ایجاد می‌شود و بعد به قصر می‌رود بعد دو روز شاهزاده و سفیدبرفی به همراه چند سرباز و خدمتکار و به قصر ملکه می‌روند و ملکه را دستگیر می‌کنند و به سیاهچال می‌اندازند و روز عروسی شاهزاده و سفید برفی ملکه را بیرون می‌آورند و یک جفت کفش آهنی را که به مدت ۶ ساعت در آتش مانده بود را به ملکه می‌دهند و مجبورش می‌کنند جلوی مهمان ها آنقدر برقصد تا جان بدهد.

## نگارخانه

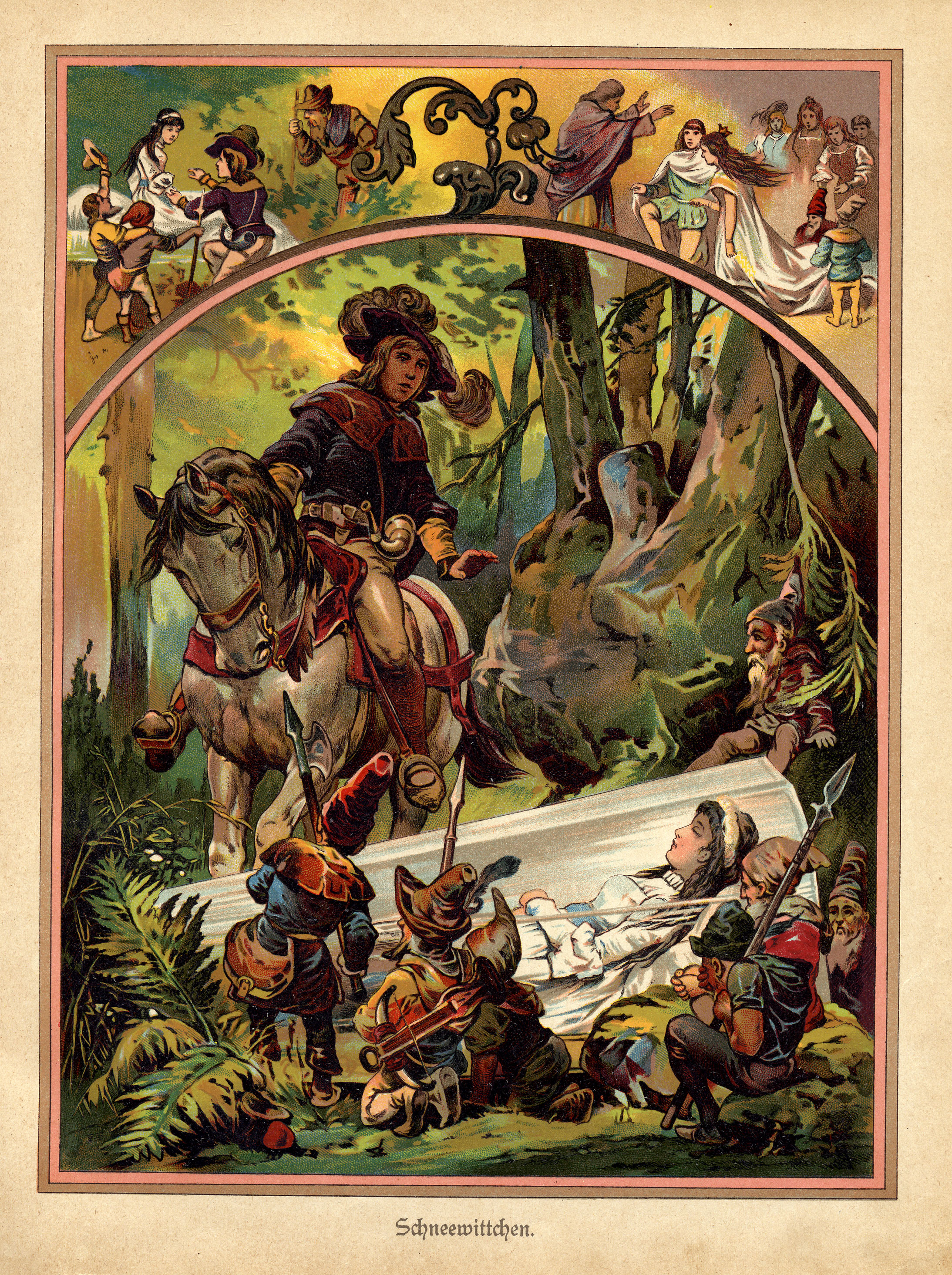
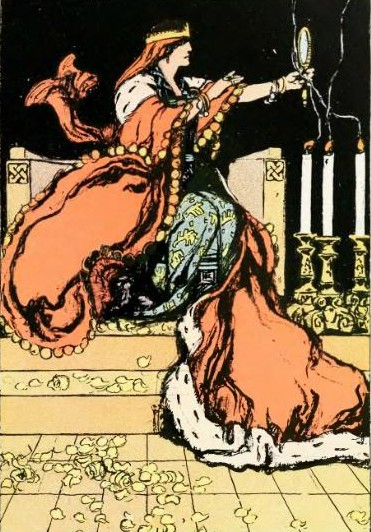
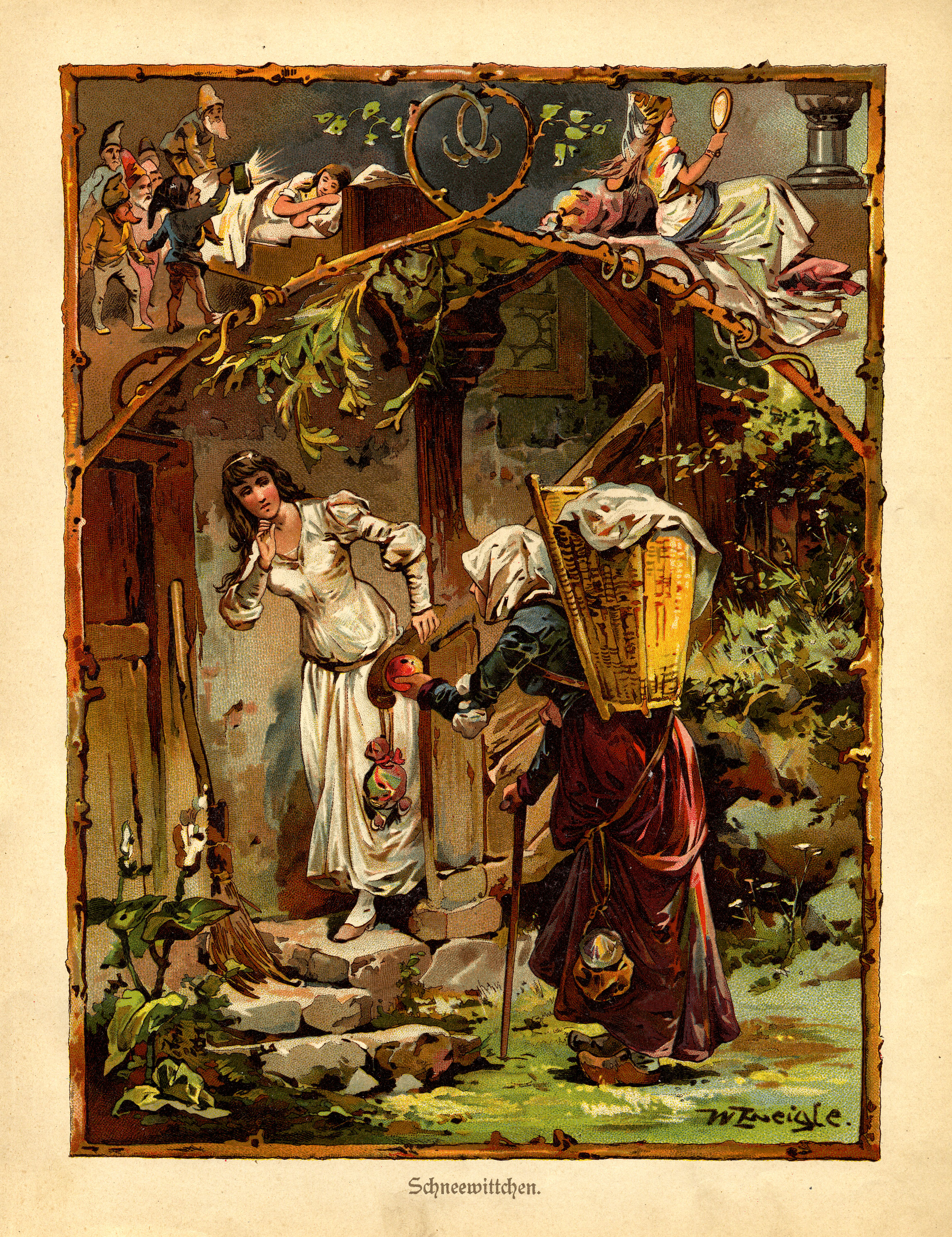
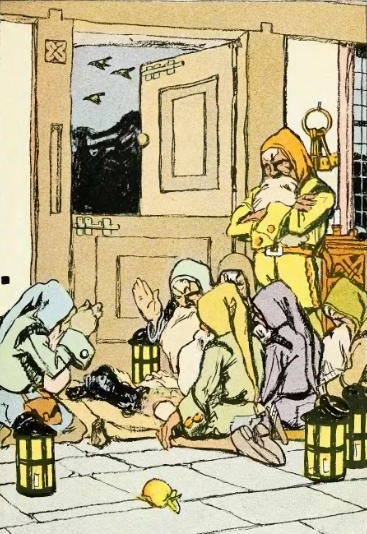
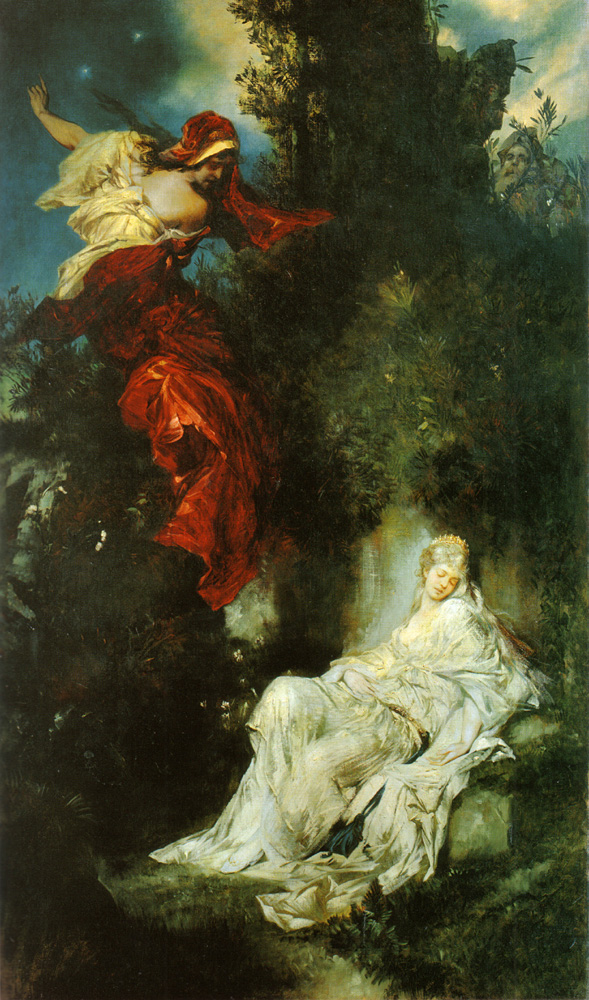
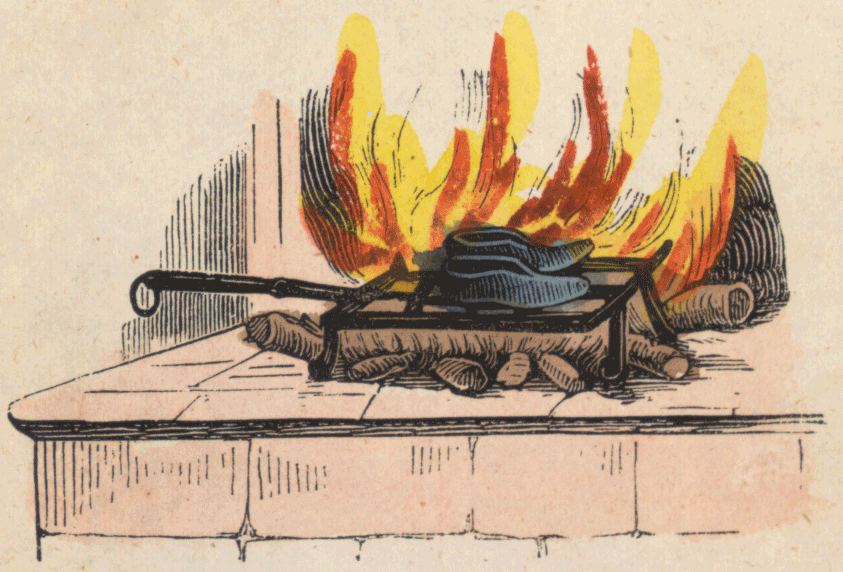